# Б'янка Медічі
Б'янка Медічі (10 вересня 1445 р.
 —20 липня 1505 р.) — флорентійська дворянка з роду Медічі, старша сестра Лоренцо та Джуліано Медічі.

## Життєпис
Була дочкою П’єро ді Козімо де Медічі, фактичного правителя Флорентійської республіки, та Лукреції Торнабуоні. 
У 1459 році вступила в шлюб з Гульєльмо Пацці, другом дитинства її брата Лоренцо де Медічі. Шлюб мав на меті допомогти розв'язати ворожість між сім'ями, але не був успішним у цьому, як відзначив Макіавеллі у Флорентійських історіях. До січня 1464 року народила першу дитину, доньку Контессіну. Шлюбний договір передбачав значне зниження податків для родини Пацці. Після змови Пацці 1478 року одруження Б'янки значно пом'якшило гнів Лоренцо до Гульєльмо, якого лише на деякий час помістили під домашній арешт, в той час як його родичів-чоловіків заслали або стратили; його дочки були звільнені від заборони шлюбу, накладеного на інших дочок Пацці.
У 1460 році Б'янці Медічі запропонували грати на органі для папи Пія II та його оточення під час візиту до Флоренції, коли папа повертався з Мантуїнської Ради. Теодоро Монтефелтро, апостольський протонотар, що подорожував з папою, схвалив виступ у листі до Барбари з Бранденбургу, Маркізи Мантуї. Під час цього ж папського візиту вона виконала другий концерт для майбутнього папи Родріго Борджіа на його прохання. Б'янка Медічі часто виступала для місцевих та відвідуючих сановників, сприяючи репутації та впливу її родин.
У 1475 році Медічі попросила свою матір придбати для неї сільськогосподарські угіддя, оскільки Лукреція мала більший вплив у сім'ї. Хоча Б’янка Медічі була власницею цього майна, ним керував персонал, працевлаштований її матір'ю.

## Діти
У шлюбі з Гульєльмо Пацці народила 16 дітей, про яких є дуже мало відомостей.
1. Антоніо Пацці (1460), помер немовлям
2. Джованна Пацці, одружилася з Томмазо Моналді в 1471 році
3. Контессіна Пацці, одружилася з Джуліано Сальвіаті в 1476 році
4. Антоніо Пацці (1462—1528), посол і політик, Гонфалоньєр юстиції 1521 року
5. Алессандра Пацці (1465), одружена з Бартоломео Буондельмонті в 1486 році
6. Козімо Пацці (1466—1513) архієпископ Флоренції з 1508 року до своєї смерті
7. П'єро Пацці (1468), помер немовлям
8. Лоренцо Алессандро Пацці, (1470—1535) купець, любитель мистецтв та латиніст
9. Коса Пацці, одружена з Франческо ді Лука Каппоні
10. Ренато Пацці, торговець золотом
11. Лоренцо Пацці, політик і посол
12. Луїгія Пацці, одружилася з Фолько ді Едоардо Портінарі в 1494 році
13. Маддалена Пацці, одружилася з Орманоццо Деті в 1497 році
14. Алессандро Пацці (1483—1530) посол, учений та грекознавець
15. Лукреція Пацці, одружена з якимось Каттані з роду Діаксето, а потім з Мартеллі (1500)
16. Джуліано Пацці (1486—1517), доктор юридичних наук, ігумен